# Захисний кут світильника
Захисни́й кут світи́льника (α) — максимальний кут, при якому джерело світла ще не знаходиться в прямій видимості (в полі зору) людини.
Найпоширеніший спосіб збільшення захисного кута в світильниках з люмінесцентними лампами — застосування екрануючих ґраток з металу або пластмаси. Величина захисного кута при цьому регулюється висотою планок ґраток і відстанню між планками.